# The Simpsons Hit & Run
The Simpsons Hit & Run er et action-/adventure-spil baseret på The Simpsons-tegnefilmene. Hit & Run blev udgivet i USA d. 16. september 2003, og i Europa d. 24. oktober 2003.
Det blev udviklet af Radical Entertainment, og udgivet af Vivendi Universal til Nintendo GameCube, Xbox, PlayStation 2, og Windows-baserede computere.
For at gøre spillet mere tro til serien, er alle dialogerne og historien skrevet af forfatterne bag The Simpsons, og alle figurene har deres originale stemmer.